# Toyota Indy 400 2005
Toyota Indy 400 2005 var ett race som var den sjuttonde och sista deltävlingen i IndyCar Series 2005. Racet kördes den 16 oktober på California Speedway. Racet vanns av Dario Franchitti, efter att Tony Kanaan kommit åt depåfartsknappen på det sista varvet.

## Slutresultat
| Plats | Förare             | Team                     | Grid | Kvaltid |
| ----- | ------------------ | ------------------------ | ---- | ------- |
| 1     | Dario Franchitti   | Andretti Green Racing    | 1    | 32,817  |
| 2     | Tony Kanaan        | Andretti Green Racing    | 10   | 33,153  |
| 3     | Vitor Meira        | Rahal Letterman Racing   | 13   | 33,243  |
| 4     | Scott Sharp        | Fernández Racing         | 9    | 33,139  |
| 5     | Sam Hornish Jr.    | Marlboro Team Penske     | 3    | 32,936  |
| 6     | Dan Wheldon        | Andretti Green Racing    | 7    | 33,072  |
| 7     | Tomas Scheckter    | Panther Racing           | 2    | 32,891  |
| 8     | Tomáš Enge         | Panther Racing           | 11   | 33,157  |
| 9     | Hélio Castroneves  | Marlboro Team Penske     | 6    | 33,063  |
| 10    | Scott Dixon        | Chip Ganassi Racing      | 15   | 33,284  |
| 11    | Bryan Herta        | Andretti Green Racing    | 8    | 33,117  |
| 12    | Buddy Rice         | Rahal Letterman Racing   | 5    | 33,023  |
| 13    | Jimmy Kite         | Hemelgarn Racing         | 19   | 33,394  |
| 14    | Alex Barron        | Cheever Racing           | 17   | 33,390  |
| 15    | Patrick Carpentier | Cheever Racing           | 16   | 33,379  |
| 16    | Roger Yasukawa     | Dreyer & Reinbold Racing | 20   | 33,538  |
| 17    | Jaques Lazier      | Chip Ganassi Racing      | 14   | 33,257  |
| 18    | Danica Patrick     | Rahal Letterman Racing   | 4    | 32,997  |
| 19    | Kosuke Matsuura    | Fernández Racing         | 12   | 33,174  |
| 20    | Ed Carpenter       | Vision Racing            | 21   | 33,896  |
| 21    | A.J. Foyt IV       | A.J. Foyt Enterprises    | 18   | 33,391  |